# 강진고등학교
강진고등학교(康津高等學校)는 대한민국 전라남도 강진군 강진읍 서성리에 있는 공립 고등학교이다.

## 학교 연혁
- 1980년 3월 10일 : 개교(15학급 인가)
- 2000년 9월 7일 : 남 / 여 공학 학급인가(학칙 개정)
- 2008년 10월 1일 : 기숙형 공립고 선정
- 2009년 9월 1일 : 기숙형고 자율학교 지정
- 2012년 3월 1일 : 교과부지정 창의경영학교
- 2012년 3월 1일 : 교과부지정 교과교실제 운영학교
- 2014년 4월 18일 : 거점고 교사 증-개축 확정
- 2016년 2월 1일 : 증개축 공사(구. 성요셉여고 이전 교육과정 운영)
- 2016년 3월 1일 : 거점고등학교 교육과정 운영
- 2017년 9월 6일 : 신축 교사 준공
- 2024년 3월 1일 : 제17대 정필환 교장 부임
- 2025년 2월 6일 : 제43회 117명 졸업(총졸업생 8,086명)

## 참고 자료
- 강진고등학교 - 한국교육학술정보원 학교알리미